# 西尾誠示
西尾 誠示（にしお せいじ）は、放射線技術学者、駒澤大学名誉教授。

## 来歴
駒澤短期大学放射線科卒業。1996年に駒澤短期大学放射線科に着任。助教授時、短期大学放射線科から駒澤大学医療健康科学部にするため尽力。2003年に駒澤大学医療健康科学部診療放射線技術科学科開設し学部昇格後、同学科教授、学科主任、学部長を歴任。日本診療放射線技師会委員、泰国放射線技師会名誉会員。他に乳癌検診学会、日本放射線技術学会、日本放射線技師教育学会に所属。2019年に定年退職、名誉教授。同年、日本放射線技術学会の永年功労会員。駒澤大学医療健康科学研究所上席研究員。
著書に「診療画像技術学」「診療画像機器」「X線撮影技術学」などの共編著がある。

## 著書
- 「国立国会図書館」を参照

### 論文
- CiNii>西尾誠示